# ニッツァー・エブ
ニッツァー・エブ（Nitzer Ebb）は、1982年にイングランドのエセックスで結成された音楽グループである。エレクトロニック・ボディ・ミュージックの代表バンドの一つである。

## 概要
1982年、学友であったボン・ハリス（プログラミング、シンセサイザー、ドラム、ボーカル）、ダグラス・マッカーシー（ボーカル、ギター）、デヴィッド・グッデイ（ドラム）によりイングランドのエセックス・チェルムスフォードで結成。
初期エレクトロ・ポップ・シーンのハードなサウンドに影響を受けており、様々なジャンルのエッセンスを取り入れながら、パワフルなリズム、ミニマル・シーケンス・ベースやシャウトするボーカルにより独自のサウンドを作り上げている。

## メンバー
- ボン・ハリス (Bon Harris) – プログラミング、シンセサイザー、ドラム、ボーカル、ベース (1982年– )
- ダグラス・マッカーシー (Douglas McCarthy) – ボーカル、ギター (1982年– )
- デヴィッド・グッデイ (David Gooday) – ボーカル、ドラム (1982年–1987年、2019年– )
- サイモン・グランジャー (Simon Granger) – 作曲、編曲、アートワーク (1983年–1995年、2019年– )

### 旧メンバー
- ダック・ナン・ニューエン (Duc Nhan Nguyen) – ドラム (1987年–1988年)
- ジュリアン・ビーストン (Julian Beeston) – ドラム (1989年–1992年)
- ジェイソン・ペイン (Jason Payne) – ドラム (1992年–1995年、2007年–2019年)

### ツアー・メンバー
- デヴィッド・ラヴァーリング (David Lovering) – ドラム (1994年–1995年)
- ジョン・ナッピアー (John Napier) – ギター、パーカッション (1995年)
- コートニー・コレイン (Kourtney Klein) – ドラム (2006年–2007年)

## ディスコグラフィ

### スタジオ・アルバム
- 『ベーシック・ペイン・プロセデュア』 - Basic Pain Procedure (1983年、自主制作)
- 『ザット・トータル・エイジ』 - That Total Age (1987年、Mute, Geffen)
- 『ビリーフ』 - Belief (1989年、Mute, Geffen)
- 『ショウタイム』 - Showtime (1990年、Mute, Geffen)
- 『エブヘッド』 - Ebbhead (1991年、Mute, Geffen)
- 『ビッグ・ヒット』 - Big Hit (1995年、Mute, Geffen)
- Industrial Complex (2010年、Major, Alfa Matrix)

### EP
- The Machineries of Joy (1989年、Mute, Geffen, BCM)
- 『アズ・イズ』 - As Is (1991年、Mute, Geffen)
- Join in the Rhythm of Machines (2011年、Major)

### コンピレーション・アルバム
- So Bright So Strong (1988年、Upfront)
- Body of Work (2006年、Mute)
- Body Rework (2006年、Mute, Novamute)
- In Order (2010年、Mute)